# Liste des planètes mineures (525001-526000)
Voici la liste des planètes mineures numérotées de 525001 à 526000. Les planètes mineures sont numérotées lorsque leur orbite est confirmée, ce qui peut parfois se produire longtemps après leur découverte. Elles sont classées ici par leur numéro.

## Planètes mineures 525001 à 526000
- (525001) 2004 RH57
- (525002) 2004 RA65
- (525003) 2004 RY65
- (525004) 2004 RL70
- (525005) 2004 RW70
- (525006) 2004 RJ88
- (525007) 2004 RD96
- (525008) 2004 RU97
- (525009) 2004 RK112
- (525010) 2004 RS118
- (525011) 2004 RD119
- (525012) 2004 RS120
- (525013) 2004 RZ124
- (525014) 2004 RH126
- (525015) 2004 RX126
- (525016) 2004 RT129
- (525017) 2004 RZ129
- (525018) 2004 RW133
- (525019) 2004 RH134
- (525020) 2004 RA142
- (525021) 2004 RK142
- (525022) 2004 RG146
- (525023) 2004 RQ149
- (525024) 2004 RK151
- (525025) 2004 RC162
- (525026) 2004 RL164
- (525027) 2004 RH165
- (525028) 2004 RT166
- (525029) 2004 RU166
- (525030) 2004 RE167
- (525031) 2004 RP178
- (525032) 2004 RT186
- (525033) 2004 RN193
- (525034) 2004 RZ197
- (525035) 2004 RF204
- (525036) 2004 RU220
- (525037) 2004 RF223
- (525038) 2004 RV224
- (525039) 2004 RM229
- (525040) 2004 RE230
- (525041) 2004 RR234
- (525042) 2004 RD239
- (525043) 2004 RR240
- (525044) 2004 RQ244
- (525045) 2004 RB248
- (525046) 2004 RE251
- (525047) 2004 RJ253
- (525048) 2004 RQ256
- (525049) 2004 RO272
- (525050) 2004 RP275
- (525051) 2004 RU279
- (525052) 2004 RN280
- (525053) 2004 RP294
- (525054) 2004 RM297
- (525055) 2004 RR297
- (525056) 2004 RD304
- (525057) 2004 RV307
- (525058) 2004 RZ311
- (525059) 2004 RP317
- (525060) 2004 RR318
- (525061) 2004 RE319
- (525062) 2004 RF320
- (525063) 2004 RQ320
- (525064) 2004 RX320
- (525065) 2004 RN321
- (525066) 2004 RP330
- (525067) 2004 RS333
- (525068) 2004 RW334
- (525069) 2004 RP335
- (525070) 2004 RJ340
- (525071) 2004 RJ351
- (525072) 2004 RX352
- (525073) 2004 SM
- (525074) 2004 SO6
- (525075) 2004 SQ7
- (525076) 2004 SS13
- (525077) 2004 SY13
- (525078) 2004 SK14
- (525079) 2004 SL15
- (525080) 2004 SS16
- (525081) 2004 SQ18
- (525082) 2004 SJ22
- (525083) 2004 SU24
- (525084) 2004 SJ26
- (525085) 2004 SA27
- (525086) 2004 SX28
- (525087) 2004 SQ31
- (525088) 2004 SA38
- (525089) 2004 SC38
- (525090) 2004 SL45
- (525091) 2004 SZ58
- (525092) 2004 SK60
- (525093) 2004 TX
- (525094) 2004 TO3
- (525095) 2004 TX10
- (525096) 2004 TO16
- (525097) 2004 TX16
- (525098) 2004 TJ19
- (525099) 2004 TW23
- (525100) 2004 TM24
- (525101) 2004 TH40
- (525102) 2004 TS48
- (525103) 2004 TD50
- (525104) 2004 TU52
- (525105) 2004 TJ57
- (525106) 2004 TE59
- (525107) 2004 TM59
- (525108) 2004 TE61
- (525109) 2004 TS63
- (525110) 2004 TY65
- (525111) 2004 TW70
- (525112) 2004 TN74
- (525113) 2004 TN76
- (525114) 2004 TQ76
- (525115) 2004 TZ79
- (525116) 2004 TD82
- (525117) 2004 TM83
- (525118) 2004 TA91
- (525119) 2004 TH91
- (525120) 2004 TD92
- (525121) 2004 TF94
- (525122) 2004 TS95
- (525123) 2004 TZ95
- (525124) 2004 TM96
- (525125) 2004 TH100
- (525126) 2004 TA104
- (525127) 2004 TX104
- (525128) 2004 TK105
- (525129) 2004 TT109
- (525130) 2004 TL111
- (525131) 2004 TX123
- (525132) 2004 TD128
- (525133) 2004 TL128
- (525134) 2004 TZ134
- (525135) 2004 TT142
- (525136) 2004 TY143
- (525137) 2004 TY146
- (525138) 2004 TL148
- (525139) 2004 TM150
- (525140) 2004 TV151
- (525141) 2004 TD154
- (525142) 2004 TT154
- (525143) 2004 TE155
- (525144) 2004 TB159
- (525145) 2004 TR159
- (525146) 2004 TY159
- (525147) 2004 TS162
- (525148) 2004 TH165
- (525149) 2004 TM165
- (525150) 2004 TX165
- (525151) 2004 TA167
- (525152) 2004 TC180
- (525153) 2004 TX182
- (525154) 2004 TX186
- (525155) 2004 TG187
- (525156) 2004 TR187
- (525157) 2004 TV188
- (525158) 2004 TO191
- (525159) 2004 TL192
- (525160) 2004 TV192
- (525161) 2004 TT194
- (525162) 2004 TG198
- (525163) 2004 TT198
- (525164) 2004 TC201
- (525165) 2004 TY202
- (525166) 2004 TZ209
- (525167) 2004 TH213
- (525168) 2004 TC215
- (525169) 2004 TZ215
- (525170) 2004 TK217
- (525171) 2004 TB218
- (525172) 2004 TY219
- (525173) 2004 TD220
- (525174) 2004 TP224
- (525175) 2004 TQ225
- (525176) 2004 TX228
- (525177) 2004 TN234
- (525178) 2004 TB239
- (525179) 2004 TX244
- (525180) 2004 TJ245
- (525181) 2004 TW246
- (525182) 2004 TF248
- (525183) 2004 TS248
- (525184) 2004 TU249
- (525185) 2004 TB250
- (525186) 2004 TR250
- (525187) 2004 TT251
- (525188) 2004 TR254
- (525189) 2004 TS262
- (525190) 2004 TJ264
- (525191) 2004 TL265
- (525192) 2004 TO266
- (525193) 2004 TG267
- (525194) 2004 TE270
- (525195) 2004 TT271
- (525196) 2004 TD274
- (525197) 2004 TN275
- (525198) 2004 TG284
- (525199) 2004 TF294
- (525200) 2004 TJ297
- (525201) 2004 TQ304
- (525202) 2004 TQ314
- (525203) 2004 TC318
- (525204) 2004 TP318
- (525205) 2004 TB324
- (525206) 2004 TU324
- (525207) 2004 TV329
- (525208) 2004 TL330
- (525209) 2004 TG331
- (525210) 2004 TD337
- (525211) 2004 TO337
- (525212) 2004 TV337
- (525213) 2004 TP338
- (525214) 2004 TW339
- (525215) 2004 TD340
- (525216) 2004 TC343
- (525217) 2004 TK345
- (525218) 2004 TR348
- (525219) 2004 TO351
- (525220) 2004 TK356
- (525221) 2004 TD359
- (525222) 2004 TH365
- (525223) 2004 TB367
- (525224) 2004 TP368
- (525225) 2004 TZ370
- (525226) 2004 TT371
- (525227) 2004 TX371
- (525228) 2004 UN1
- (525229) 2004 UU1
- (525230) 2004 UA7
- (525231) 2004 VB
- (525232) 2004 VM10
- (525233) 2004 VA11
- (525234) 2004 VB17
- (525235) 2004 VB18
- (525236) 2004 VF30
- (525237) 2004 VN30
- (525238) 2004 VV30
- (525239) 2004 VK31
- (525240) 2004 VO31
- (525241) 2004 VH32
- (525242) 2004 VP34
- (525243) 2004 VL35
- (525244) 2004 VN35
- (525245) 2004 VD36
- (525246) 2004 VR38
- (525247) 2004 VS42
- (525248) 2004 VB43
- (525249) 2004 VH43
- (525250) 2004 VC44
- (525251) 2004 VG46
- (525252) 2004 VF48
- (525253) 2004 VM51
- (525254) 2004 VR51
- (525255) 2004 VO56
- (525256) 2004 VF69
- (525257) 2004 VS75
- (525258) 2004 VT75
- (525259) 2004 VX78
- (525260) 2004 VD80
- (525261) 2004 VP85
- (525262) 2004 VA89
- (525263) 2004 VE89
- (525264) 2004 VL130
- (525265) 2004 VT131
- (525266) 2004 WF4
- (525267) 2004 XC6
- (525268) 2004 XL14
- (525269) 2004 XH33
- (525270) 2004 XX34
- (525271) 2004 XK38
- (525272) 2004 XS43
- (525273) 2004 XZ43
- (525274) 2004 XV49
- (525275) 2004 XA53
- (525276) 2004 XV53
- (525277) 2004 XG54
- (525278) 2004 XT54
- (525279) 2004 XV61
- (525280) 2004 XG69
- (525281) 2004 XB72
- (525282) 2004 XR72
- (525283) 2004 XP73
- (525284) 2004 XH77
- (525285) 2004 XT79
- (525286) 2004 XZ79
- (525287) 2004 XA82
- (525288) 2004 XH83
- (525289) 2004 XO84
- (525290) 2004 XM89
- (525291) 2004 XK90
- (525292) 2004 XL91
- (525293) 2004 XD96
- (525294) 2004 XB97
- (525295) 2004 XF97
- (525296) 2004 XL104
- (525297) 2004 XN115
- (525298) 2004 XL118
- (525299) 2004 XZ133
- (525300) 2004 XZ139
- (525301) 2004 XF144
- (525302) 2004 XO149
- (525303) 2004 XQ151
- (525304) 2004 XT151
- (525305) 2004 XE153
- (525306) 2004 XT154
- (525307) 2004 XD159
- (525308) 2004 XM161
- (525309) 2004 XD171
- (525310) 2004 XW172
- (525311) 2004 XV174
- (525312) 2004 XP175
- (525313) 2004 XX175
- (525314) 2004 XO177
- (525315) 2004 XR178
- (525316) 2004 XM181
- (525317) 2004 XU182
- (525318) 2004 XZ192
- (525319) 2004 YU5
- (525320) 2004 YN9
- (525321) 2004 YW9
- (525322) 2004 YA15
- (525323) 2004 YJ15
- (525324) 2004 YC16
- (525325) 2004 YS16
- (525326) 2004 YZ18
- (525327) 2004 YR24
- (525328) 2004 YX24
- (525329) 2004 YR27
- (525330) 2004 YW36
- (525331) 2004 YQ37
- (525332) 2004 YS37
- (525333) 2004 YU37
- (525334) 2005 AA12
- (525335) 2005 AL13
- (525336) 2005 AT14
- (525337) 2005 AX22
- (525338) 2005 AU28
- (525339) 2005 AB38
- (525340) 2005 AJ47
- (525341) 2005 AR50
- (525342) 2005 AS50
- (525343) 2005 AE51
- (525344) 2005 AN62
- (525345) 2005 AN63
- (525346) 2005 AG64
- (525347) 2005 AF71
- (525348) 2005 AG71
- (525349) 2005 AO72
- (525350) 2005 AD73
- (525351) 2005 AL73
- (525352) 2005 AN76
- (525353) 2005 AQ79
- (525354) 2005 AR80
- (525355) 2005 BR3
- (525356) 2005 BG14
- (525357) 2005 BS14
- (525358) 2005 BB17
- (525359) 2005 BK27
- (525360) 2005 BE28
- (525361) 2005 BJ31
- (525362) 2005 BQ33
- (525363) 2005 BE50
- (525364) 2005 CL7
- (525365) 2005 CH9
- (525366) 2005 CK28
- (525367) 2005 CC29
- (525368) 2005 CA30
- (525369) 2005 CN30
- (525370) 2005 CS33
- (525371) 2005 CG42
- (525372) 2005 CX44
- (525373) 2005 CT55
- (525374) 2005 CU79
- (525375) 2005 CX81
- (525376) 2005 CA82
- (525377) 2005 CD82
- (525378) 2005 EJ9
- (525379) 2005 EA16
- (525380) 2005 EN19
- (525381) 2005 EG26
- (525382) 2005 EL28
- (525383) 2005 EO40
- (525384) 2005 EH42
- (525385) 2005 EE47
- (525386) 2005 EM57
- (525387) 2005 ER57
- (525388) 2005 EF59
- (525389) 2005 EY59
- (525390) 2005 EZ62
- (525391) 2005 EM64
- (525392) 2005 EZ74
- (525393) 2005 EW76
- (525394) 2005 ES77
- (525395) 2005 EU78
- (525396) 2005 EE85
- (525397) 2005 EV86
- (525398) 2005 EM87
- (525399) 2005 ET87
- (525400) 2005 EV94
- (525401) 2005 EZ104
- (525402) 2005 EN105
- (525403) 2005 EB106
- (525404) 2005 ET107
- (525405) 2005 EU111
- (525406) 2005 EX112
- (525407) 2005 ER121
- (525408) 2005 EJ122
- (525409) 2005 ES123
- (525410) 2005 ET123
- (525411) 2005 EN126
- (525412) 2005 EE129
- (525413) 2005 EP135
- (525414) 2005 EM143
- (525415) 2005 EB146
- (525416) 2005 EM147
- (525417) 2005 ED150
- (525418) 2005 EP157
- (525419) 2005 ER159
- (525420) 2005 EV167
- (525421) 2005 ED169
- (525422) 2005 EQ169
- (525423) 2005 EQ173
- (525424) 2005 EZ178
- (525425) 2005 EP188
- (525426) 2005 EG191
- (525427) 2005 EQ192
- (525428) 2005 EV193
- (525429) 2005 EE198
- (525430) 2005 EU209
- (525431) 2005 EK210
- (525432) 2005 EN214
- (525433) 2005 EJ215
- (525434) 2005 ET215
- (525435) 2005 EM216
- (525436) 2005 EY221
- (525437) 2005 EK229
- (525438) 2005 EV231
- (525439) 2005 EV236
- (525440) 2005 ER239
- (525441) 2005 EL240
- (525442) 2005 EC241
- (525443) 2005 EV246
- (525444) 2005 EQ253
- (525445) 2005 EY253
- (525446) 2005 ER255
- (525447) 2005 EC256
- (525448) 2005 EK258
- (525449) 2005 EQ261
- (525450) 2005 EW261
- (525451) 2005 EL264
- (525452) 2005 EM264
- (525453) 2005 EY264
- (525454) 2005 EV276
- (525455) 2005 EW284
- (525456) 2005 EY284
- (525457) 2005 EQ289
- (525458) 2005 ER289
- (525459) 2005 ER297
- (525460) 2005 EX297
- (525461) 2005 EN302
- (525462) 2005 EO304
- (525463) 2005 EZ316
- (525464) 2005 EX327
- (525465) 2005 EZ328
- (525466) 2005 EP329
- (525467) 2005 EM330
- (525468) 2005 EL331
- (525469) 2005 EW333
- (525470) 2005 EC334
- (525471) 2005 ED334
- (525472) 2005 EE334
- (525473) 2005 EH334
- (525474) 2005 EP334
- (525475) 2005 EQ334
- (525476) 2005 ET334
- (525477) 2005 FC3
- (525478) 2005 FS3
- (525479) 2005 FV13
- (525480) 2005 FR15
- (525481) 2005 FW15
- (525482) 2005 FT16
- (525483) 2005 FV16
- (525484) 2005 GL
- (525485) 2005 GN3
- (525486) 2005 GY3
- (525487) 2005 GJ15
- (525488) 2005 GZ15
- (525489) 2005 GU25
- (525490) 2005 GO26
- (525491) 2005 GZ31
- (525492) 2005 GM49
- (525493) 2005 GA53
- (525494) 2005 GP55
- (525495) 2005 GE56
- (525496) 2005 GB58
- (525497) 2005 GD58
- (525498) 2005 GE60
- (525499) 2005 GQ62
- (525500) 2005 GL63
- (525501) 2005 GX73
- (525502) 2005 GF77
- (525503) 2005 GF82
- (525504) 2005 GK83
- (525505) 2005 GF90
- (525506) 2005 GL90
- (525507) 2005 GH91
- (525508) 2005 GS105
- (525509) 2005 GK112
- (525510) 2005 GT114
- (525511) 2005 GY119
- (525512) 2005 GB124
- (525513) 2005 GW125
- (525514) 2005 GB127
- (525515) 2005 GJ137
- (525516) 2005 GT142
- (525517) 2005 GY143
- (525518) 2005 GX146
- (525519) 2005 GO148
- (525520) 2005 GT149
- (525521) 2005 GC151
- (525522) 2005 GF151
- (525523) 2005 GU155
- (525524) 2005 GX155
- (525525) 2005 GY157
- (525526) 2005 GS158
- (525527) 2005 GS159
- (525528) 2005 GE160
- (525529) 2005 GM160
- (525530) 2005 GE162
- (525531) 2005 GB173
- (525532) 2005 GO174
- (525533) 2005 GS174
- (525534) 2005 GW175
- (525535) 2005 GT176
- (525536) 2005 GN178
- (525537) 2005 GM211
- (525538) 2005 GF217
- (525539) 2005 GB218
- (525540) 2005 GT219
- (525541) 2005 GS221
- (525542) 2005 GS222
- (525543) 2005 GH223
- (525544) 2005 GJ223
- (525545) 2005 GO229
- (525546) 2005 GA230
- (525547) 2005 GE230
- (525548) 2005 GF230
- (525549) 2005 HJ2
- (525550) 2005 HW3
- (525551) 2005 HQ4
- (525552) 2005 JB
- (525553) 2005 JG10
- (525554) 2005 JK18
- (525555) 2005 JM25
- (525556) 2005 JZ30
- (525557) 2005 JA31
- (525558) 2005 JY40
- (525559) 2005 JY42
- (525560) 2005 JQ46
- (525561) 2005 JH51
- (525562) 2005 JS52
- (525563) 2005 JA54
- (525564) 2005 JM54
- (525565) 2005 JO56
- (525566) 2005 JR56
- (525567) 2005 JJ61
- (525568) 2005 JB65
- (525569) 2005 JT79
- (525570) 2005 JH88
- (525571) 2005 JU92
- (525572) 2005 JU94
- (525573) 2005 JJ96
- (525574) 2005 JE97
- (525575) 2005 JN102
- (525576) 2005 JC106
- (525577) 2005 JZ113
- (525578) 2005 JR114
- (525579) 2005 JJ117
- (525580) 2005 JA122
- (525581) 2005 JP124
- (525582) 2005 JZ130
- (525583) 2005 JT136
- (525584) 2005 JJ138
- (525585) 2005 JK138
- (525586) 2005 JS143
- (525587) 2005 JG153
- (525588) 2005 JG159
- (525589) 2005 JJ159
- (525590) 2005 JO161
- (525591) 2005 JA163
- (525592) 2005 JV164
- (525593) 2005 JL171
- (525594) 2005 JT171
- (525595) 2005 JP179
- (525596) 2005 JR179
- (525597) 2005 JN183
- (525598) 2005 JS184
- (525599) 2005 JU186
- (525600) 2005 JA187
- (525601) 2005 JH187
- (525602) 2005 JJ187
- (525603) 2005 JK187
- (525604) 2005 KU3
- (525605) 2005 KQ7
- (525606) 2005 KD12
- (525607) 2005 KW14
- (525608) 2005 LF7
- (525609) 2005 LA16
- (525610) 2005 LH16
- (525611) 2005 LW26
- (525612) 2005 LD27
- (525613) 2005 LP27
- (525614) 2005 LN29
- (525615) 2005 LY31
- (525616) 2005 LQ38
- (525617) 2005 LA47
- (525618) 2005 LN47
- (525619) 2005 LV53
- (525620) 2005 LL54
- (525621) 2005 MV2
- (525622) 2005 MQ6
- (525623) 2005 MD9
- (525624) 2005 MU10
- (525625) 2005 MQ16
- (525626) 2005 MD25
- (525627) 2005 MW25
- (525628) 2005 MB27
- (525629) 2005 MT27
- (525630) 2005 MT34
- (525631) 2005 MF40
- (525632) 2005 MB41
- (525633) 2005 MR42
- (525634) 2005 MG49
- (525635) 2005 NW5
- (525636) 2005 NU6
- (525637) 2005 NT10
- (525638) 2005 NH15
- (525639) 2005 NJ15
- (525640) 2005 NV16
- (525641) 2005 NJ24
- (525642) 2005 NV24
- (525643) 2005 ND25
- (525644) 2005 NN25
- (525645) 2005 NT30
- (525646) 2005 NV34
- (525647) 2005 NB36
- (525648) 2005 NV38
- (525649) 2005 NY42
- (525650) 2005 NL43
- (525651) 2005 NO43
- (525652) 2005 NP44
- (525653) 2005 NQ45
- (525654) 2005 NR45
- (525655) 2005 NY45
- (525656) 2005 NH49
- (525657) 2005 NG50
- (525658) 2005 NO51
- (525659) 2005 NT52
- (525660) 2005 NA55
- (525661) 2005 NW56
- (525662) 2005 NN58
- (525663) 2005 NL59
- (525664) 2005 NU59
- (525665) 2005 NW59
- (525666) 2005 NV62
- (525667) 2005 NP68
- (525668) 2005 NO69
- (525669) 2005 NW75
- (525670) 2005 NC77
- (525671) 2005 NC78
- (525672) 2005 NJ78
- (525673) 2005 NH83
- (525674) 2005 NN94
- (525675) 2005 NQ94
- (525676) 2005 NQ95
- (525677) 2005 NH102
- (525678) 2005 NM102
- (525679) 2005 NR126
- (525680) 2005 OH28
- (525681) 2005 PO4
- (525682) 2005 PJ5
- (525683) 2005 PK19
- (525684) 2005 QK20
- (525685) 2005 QQ23
- (525686) 2005 QF25
- (525687) 2005 QS25
- (525688) 2005 QU26
- (525689) 2005 QG35
- (525690) 2005 QB44
- (525691) 2005 QJ52
- (525692) 2005 QM60
- (525693) 2005 QP67
- (525694) 2005 QR69
- (525695) 2005 QL70
- (525696) 2005 QF78
- (525697) 2005 QJ89
- (525698) 2005 QY100
- (525699) 2005 QE102
- (525700) 2005 QB103
- (525701) 2005 QW110
- (525702) 2005 QZ111
- (525703) 2005 QJ117
- (525704) 2005 QG122
- (525705) 2005 QO122
- (525706) 2005 QT122
- (525707) 2005 QB130
- (525708) 2005 QC151
- (525709) 2005 QJ160
- (525710) 2005 QP165
- (525711) 2005 QT181
- (525712) 2005 QJ187
- (525713) 2005 QV188
- (525714) 2005 QK191
- (525715) 2005 RT2
- (525716) 2005 RN7
- (525717) 2005 RZ11
- (525718) 2005 RQ15
- (525719) 2005 RB16
- (525720) 2005 RM16
- (525721) 2005 RE19
- (525722) 2005 RY19
- (525723) 2005 RD20
- (525724) 2005 RM25
- (525725) 2005 RN28
- (525726) 2005 RG31
- (525727) 2005 RU40
- (525728) 2005 RP42
- (525729) 2005 RQ43
- (525730) 2005 SG2
- (525731) 2005 SH4
- (525732) 2005 SW15
- (525733) 2005 SX16
- (525734) 2005 SB17
- (525735) 2005 SZ21
- (525736) 2005 SH23
- (525737) 2005 SQ27
- (525738) 2005 SH29
- (525739) 2005 SL35
- (525740) 2005 SX42
- (525741) 2005 SF43
- (525742) 2005 SH50
- (525743) 2005 SS51
- (525744) 2005 SW52
- (525745) 2005 SW55
- (525746) 2005 SS56
- (525747) 2005 SR57
- (525748) 2005 SD60
- (525749) 2005 SE63
- (525750) 2005 ST66
- (525751) 2005 SS75
- (525752) 2005 SQ78
- (525753) 2005 SU83
- (525754) 2005 SD84
- (525755) 2005 SH84
- (525756) 2005 SA86
- (525757) 2005 SB87
- (525758) 2005 SK93
- (525759) 2005 SW94
- (525760) 2005 SH99
- (525761) 2005 SM101
- (525762) 2005 SV102
- (525763) 2005 SF105
- (525764) 2005 SO106
- (525765) 2005 SF112
- (525766) 2005 SP125
- (525767) 2005 SU130
- (525768) 2005 SV130
- (525769) 2005 SA131
- (525770) 2005 SY132
- (525771) 2005 SW137
- (525772) 2005 SU138
- (525773) 2005 SG139
- (525774) 2005 SL139
- (525775) 2005 SD141
- (525776) 2005 SM145
- (525777) 2005 SW151
- (525778) 2005 SG153
- (525779) 2005 SF154
- (525780) 2005 SU157
- (525781) 2005 SW157
- (525782) 2005 SG162
- (525783) 2005 SU164
- (525784) 2005 SP172
- (525785) 2005 SF174
- (525786) 2005 SE175
- (525787) 2005 SZ177
- (525788) 2005 SK179
- (525789) 2005 SB184
- (525790) 2005 SM196
- (525791) 2005 SV197
- (525792) 2005 SG201
- (525793) 2005 SX203
- (525794) 2005 ST207
- (525795) 2005 SC211
- (525796) 2005 SD221
- (525797) 2005 SK223
- (525798) 2005 SG224
- (525799) 2005 SL225
- (525800) 2005 SV225
- (525801) 2005 SP237
- (525802) 2005 SV237
- (525803) 2005 SW241
- (525804) 2005 SP242
- (525805) 2005 SL244
- (525806) 2005 SP244
- (525807) 2005 SA248
- (525808) 2005 SW263
- (525809) 2005 SE266
- (525810) 2005 SE270
- (525811) 2005 SM274
- (525812) 2005 SN275
- (525813) 2005 SU276
- (525814) 2005 SS277
- (525815) 2005 SD278
- (525816) 2005 SF278
- (525817) 2005 SA280
- (525818) 2005 SF294
- (525819) 2005 SK294
- (525820) 2005 SP294
- (525821) 2005 SV294
- (525822) 2005 TY5
- (525823) 2005 TD7
- (525824) 2005 TH7
- (525825) 2005 TB8
- (525826) 2005 TQ16
- (525827) 2005 TT17
- (525828) 2005 TH20
- (525829) 2005 TS20
- (525830) 2005 TS29
- (525831) 2005 TK32
- (525832) 2005 TN35
- (525833) 2005 TR39
- (525834) 2005 TL41
- (525835) 2005 TE43
- (525836) 2005 TP43
- (525837) 2005 TV50
- (525838) 2005 TZ58
- (525839) 2005 TP63
- (525840) 2005 TO64
- (525841) 2005 TB67
- (525842) 2005 TQ70
- (525843) 2005 TK71
- (525844) 2005 TV73
- (525845) 2005 TL77
- (525846) 2005 TE78
- (525847) 2005 TR80
- (525848) 2005 TD82
- (525849) 2005 TT83
- (525850) 2005 TE91
- (525851) 2005 TE92
- (525852) 2005 TD93
- (525853) 2005 TQ94
- (525854) 2005 TN100
- (525855) 2005 TB108
- (525856) 2005 TD108
- (525857) 2005 TO108
- (525858) 2005 TV110
- (525859) 2005 TX111
- (525860) 2005 TW112
- (525861) 2005 TF114
- (525862) 2005 TK120
- (525863) 2005 TP120
- (525864) 2005 TK125
- (525865) 2005 TP126
- (525866) 2005 TC127
- (525867) 2005 TJ127
- (525868) 2005 TS128
- (525869) 2005 TX128
- (525870) 2005 TT129
- (525871) 2005 TB134
- (525872) 2005 TC135
- (525873) 2005 TG135
- (525874) 2005 TE137
- (525875) 2005 TF139
- (525876) 2005 TC144
- (525877) 2005 TU144
- (525878) 2005 TW144
- (525879) 2005 TS146
- (525880) 2005 TP147
- (525881) 2005 TA150
- (525882) 2005 TX150
- (525883) 2005 TP151
- (525884) 2005 TV151
- (525885) 2005 TN153
- (525886) 2005 TR159
- (525887) 2005 TY160
- (525888) 2005 TB161
- (525889) 2005 TC161
- (525890) 2005 TL161
- (525891) 2005 TB162
- (525892) 2005 TK162
- (525893) 2005 TL162
- (525894) 2005 TU167
- (525895) 2005 TE168
- (525896) 2005 TD178
- (525897) 2005 TK182
- (525898) 2005 TL182
- (525899) 2005 TR185
- (525900) 2005 TZ194
- (525901) 2005 TK196
- (525902) 2005 TM197
- (525903) 2005 TQ198
- (525904) 2005 TX198
- (525905) 2005 TZ198
- (525906) 2005 TC199
- (525907) 2005 TG199
- (525908) 2005 TS199
- (525909) 2005 TT199
- (525910) 2005 UT7
- (525911) 2005 UJ11
- (525912) 2005 UQ11
- (525913) 2005 UV11
- (525914) 2005 UD21
- (525915) 2005 UH32
- (525916) 2005 UA34
- (525917) 2005 UQ38
- (525918) 2005 UC41
- (525919) 2005 UR42
- (525920) 2005 UL43
- (525921) 2005 UT43
- (525922) 2005 UD51
- (525923) 2005 UY52
- (525924) 2005 US58
- (525925) 2005 UB59
- (525926) 2005 UX70
- (525927) 2005 UT74
- (525928) 2005 UF81
- (525929) 2005 UJ84
- (525930) 2005 UD85
- (525931) 2005 UJ86
- (525932) 2005 UP87
- (525933) 2005 UE90
- (525934) 2005 UX90
- (525935) 2005 UC93
- (525936) 2005 UM93
- (525937) 2005 UN94
- (525938) 2005 UY96
- (525939) 2005 UY97
- (525940) 2005 UG99
- (525941) 2005 UG104
- (525942) 2005 UW104
- (525943) 2005 US105
- (525944) 2005 UY112
- (525945) 2005 UN113
- (525946) 2005 UE114
- (525947) 2005 UQ114
- (525948) 2005 UV117
- (525949) 2005 UB119
- (525950) 2005 UT120
- (525951) 2005 UL125
- (525952) 2005 UL129
- (525953) 2005 UU129
- (525954) 2005 UW130
- (525955) 2005 UD133
- (525956) 2005 UL136
- (525957) 2005 UK137
- (525958) 2005 UO138
- (525959) 2005 UK139
- (525960) 2005 UO139
- (525961) 2005 UV139
- (525962) 2005 UQ140
- (525963) 2005 UQ144
- (525964) 2005 UT144
- (525965) 2005 UG147
- (525966) 2005 UN161
- (525967) 2005 UU162
- (525968) 2005 UM164
- (525969) 2005 UE171
- (525970) 2005 UY171
- (525971) 2005 UO174
- (525972) 2005 UE175
- (525973) 2005 UT175
- (525974) 2005 UM177
- (525975) 2005 UV178
- (525976) 2005 UH179
- (525977) 2005 UU179
- (525978) 2005 UY179
- (525979) 2005 UE180
- (525980) 2005 UL182
- (525981) 2005 UQ184
- (525982) 2005 UP185
- (525983) 2005 UA188
- (525984) 2005 UQ189
- (525985) 2005 UB190
- (525986) 2005 UJ192
- (525987) 2005 UF196
- (525988) 2005 US198
- (525989) 2005 UO199
- (525990) 2005 UD206
- (525991) 2005 UT207
- (525992) 2005 UC212
- (525993) 2005 UO217
- (525994) 2005 UJ219
- (525995) 2005 UL220
- (525996) 2005 UM220
- (525997) 2005 UY220
- (525998) 2005 UV225
- (525999) 2005 UM227
- (526000) 2005 UB232